# 맥클라렌
맥클라렌(Maclaren)은 영국의 유모차 제조업체이다.

## 제품
오늘날 맥클라렌 디자인의 유모차가 "맥클라렌"이라는 브랜드 이름으로 50여개국에 판매되고 있다. 브랜드 이름에는 Maclaren Triumph, Volo, Techno, Quest 등이 있다. Techno XLR과 the Techno MX3 모델은 차 시트에 장착하여 여행할 수 있다.